# Польх
Польх (нем. Polch) — город в Германии, в земле Рейнланд-Пфальц. 
Входит в состав района Майен-Кобленц. Подчиняется управлению Майфельд.  Население составляет 6515 человек (на 31 декабря 2010 года). Занимает площадь 28,70 км². Официальный код  —  07 1 37 089.

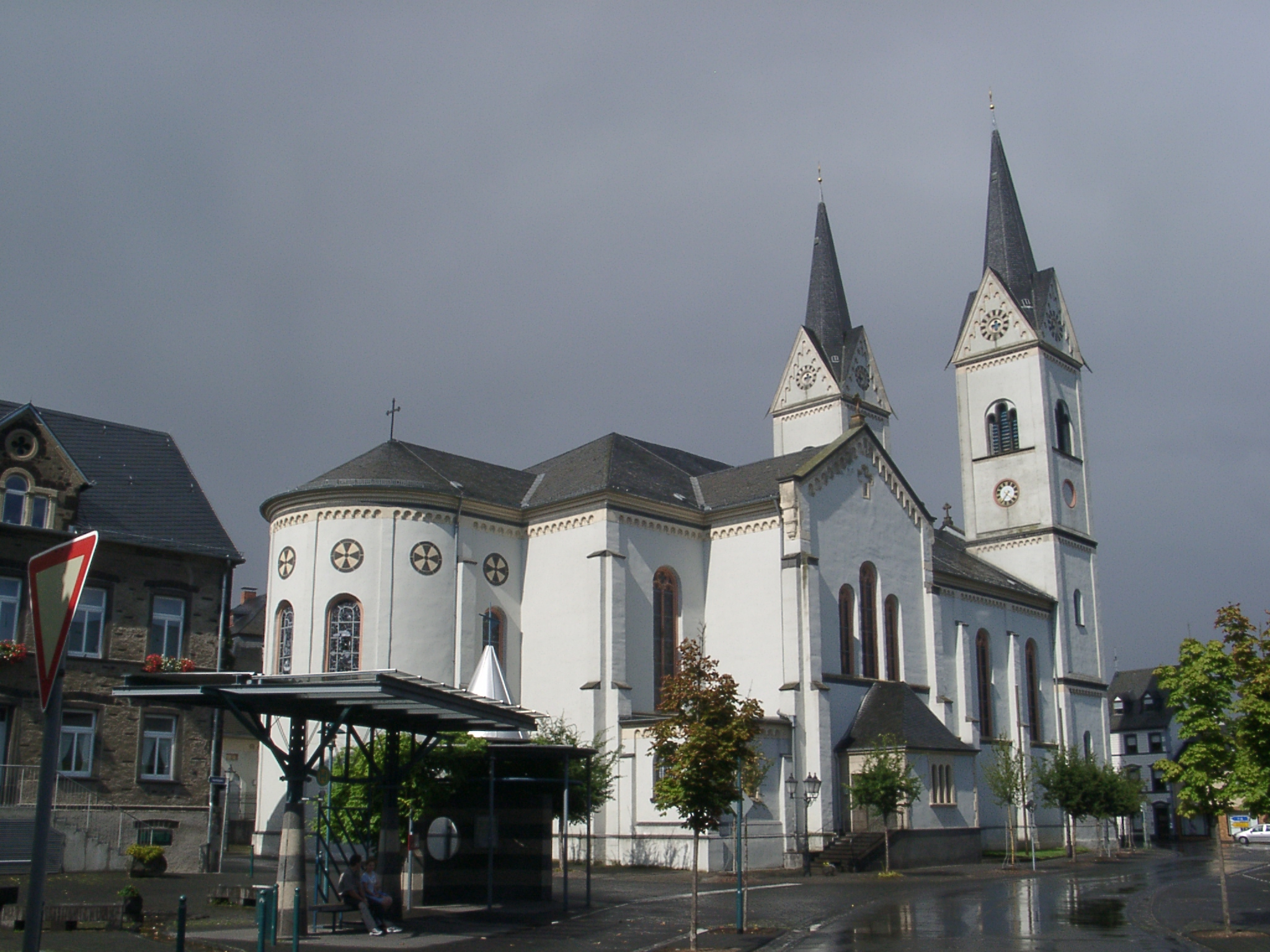
Польх

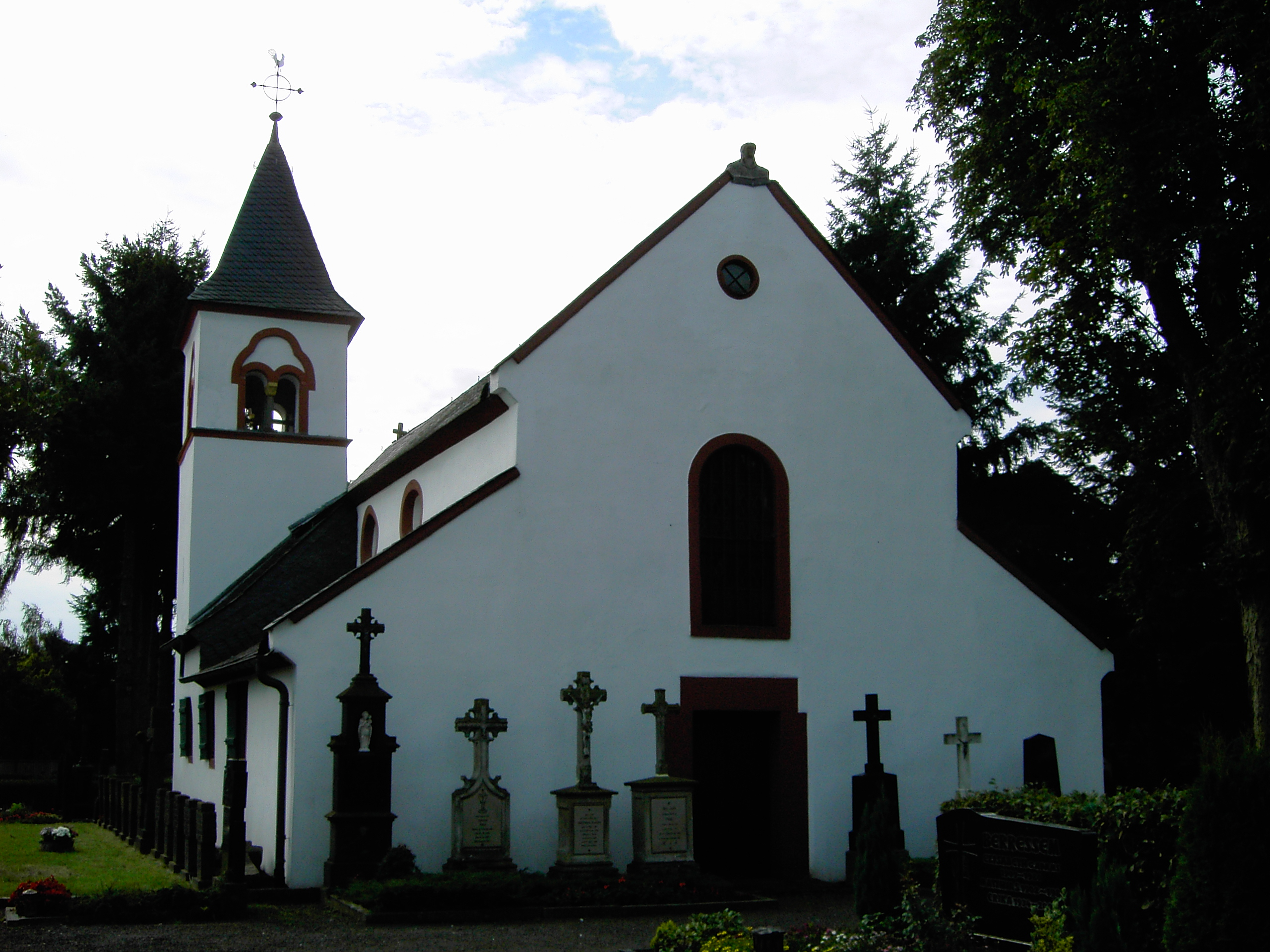
Капелла